# Rumohra glandulosa
Rumohra glandulosa är en träjonväxtart som beskrevs av Tard. Rumohra glandulosa ingår i släktet Rumohra och familjen Dryopteridaceae. Inga underarter finns listade.